# Friedrich Paeplow
Friedrich „Fritz“ Paeplow (* 17. Mai 1860 in Zirkow; † 19. Januar 1934 in Hamburg) war ein deutscher Politiker (SPD).

## Leben und Wirken
Paeplow wurde 1860 als Sohn eines Arbeiters geboren. Er besuchte von 1866 bis 1874 die Stadtschule in Garz auf Rügen. Anschließend wurde er von 1874 bis 1876 zum Maurer ausgebildet. Als junger Mann trat Paeplow in die Sozialdemokratische Partei Deutschlands (SPD) ein. 1888 heiratete er. 1896 ließ Paeplow sich in Hamburg nieder. Seit dieser Zeit übernahm er verstärkt Funktionärsaufgaben im Deutschen Baugewerksbund, der Interessenvertretung der deutschen Bauarbeiter. Unter anderem organisierte er Streiks. Außerdem beteiligte er sich als Redakteur an der Zeitschrift Grundstein.
1904 wurde Paeplow Mitglied der Hamburgischen Bürgerschaft, der er bis 1931 angehörte.
Auf dem ersten Verbandstag des Bauarbeiterverbandes in Jena vom 13. bis zum 18. Januar 1913 wurde Friedrich Paeplow als Nachfolger von Theodor Bömelburg zum ersten Vorsitzenden des Verbandes gewählt, der seit 1922 den Namen Deutscher Baugewerksbund führte.
Im November 1925 rückte Paeplow im Nachrückverfahren in den Reichstag der Weimarer Republik ein, in dem er das Mandat des verstorbenen Franz Laufkötter als Abgeordneter für den Wahlkreis 34 (Hamburg) übernahm. Im Oktober 1926 legte er sein Reichstagsmandat nieder, das für den Rest der Legislaturperiode von Adolf Biedermann weitergeführt wurde. Daneben war er in den späteren 1920er Jahren Mitglied des Vorläufigen Reichswirtschaftsrates.
Nach Paeplow sind die Straßen Paeplowweg, Paeplowstieg und Paeplowtwiete in Hamburg-Groß Borstel benannt.

## Schriften
- Denkschrift über den Leipziger Maurerstreik im Jahre 1897, 1899.
- Beitrag zur Geschichte der Maurer Deutschlands, 1899.
- Das Mauerergewerbe in der Statistik, 1902.
- Bauarbeit, Bauarbeiter und Bauarbeiterorganisation im Altertum, 1929.
- Zur Geschichte der deutschen Bauarbeiterbewegung, 1932.